# Procissão das Tochas Floridas

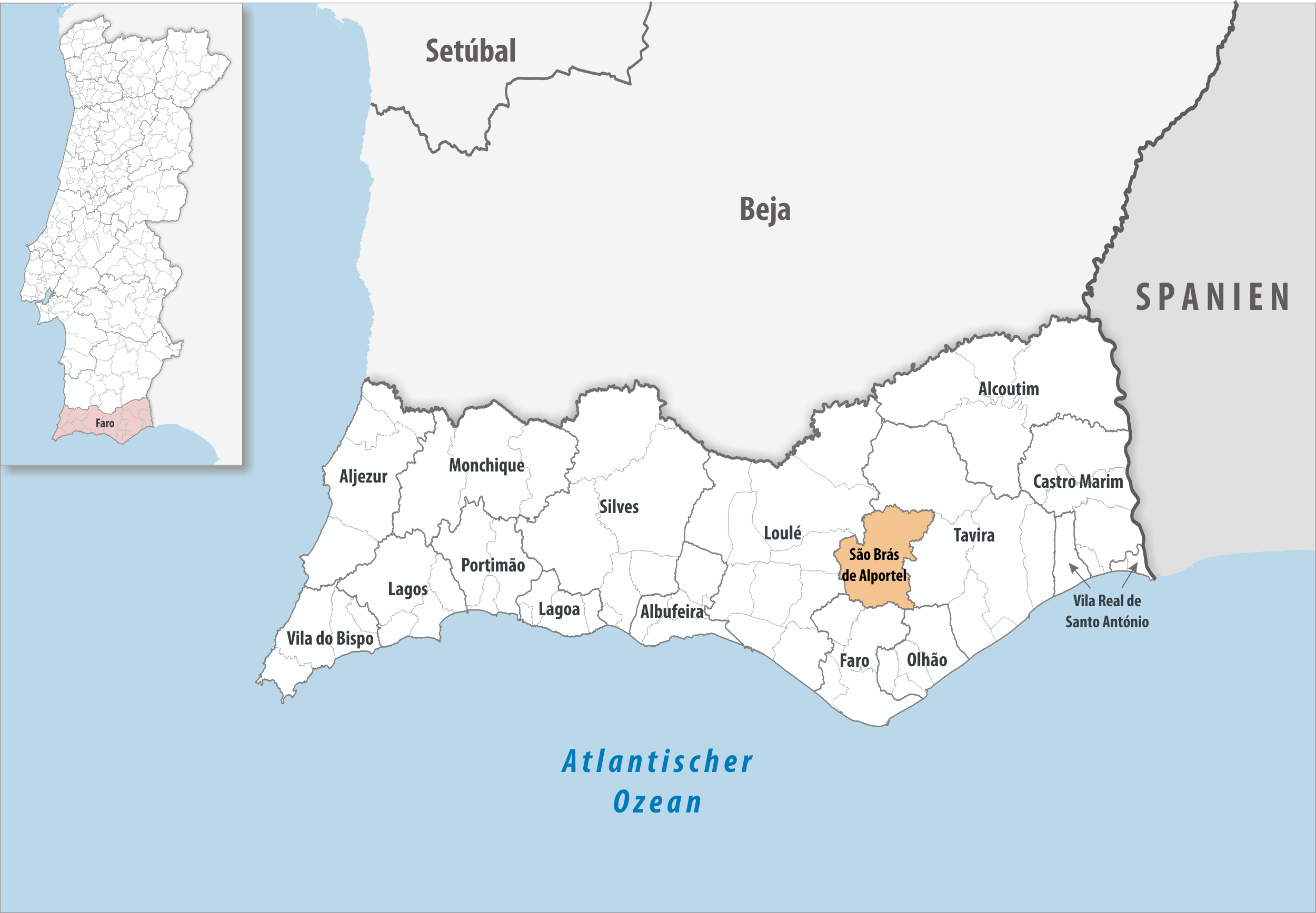
Enquadramento Geográfico de São Brás de Alportel

A Festa das Tochas Floridas, popularmente conhecida como Festa de Aleluia, é uma tradicional procissão católica que se realiza anualmente em São Brás de Alportel, no distrito de Faro (Portugal). A procissão assinala a Ressurreição de Cristo, é celebrada no domingo de Páscoa, e realiza-se desde o séc.XVII.

## Tradição

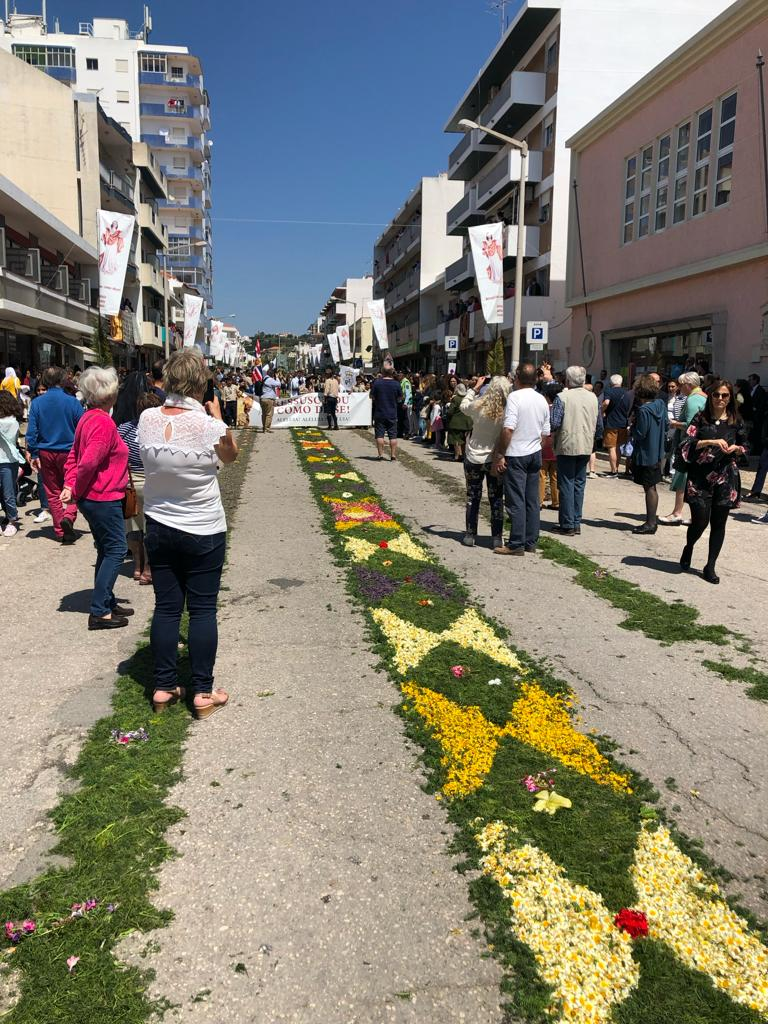
Tapete de flores

Antigamente, a Procissão da Ressureição realizava-se em várias vilas do Algarve no domingo de Páscoa. As confrarias locais levavam uma tocha acesa ou luminária e vestiam opas religiosas.
No entanto, a falta de cera levou à substituição dessas tochas por paus pintados e ornamentados com flores, no cimo dos quais se colocava uma pequena vela.
Esta tradição mantém-se até hoje, com os homens a transportar e erguer paus enfeitados com flores, embora as velas acesas e as opas trajadas sejam agora exclusivas de quem transporta o pálio.
Ao longo da procissão, era comum existirem um ou dois coros a cantar e o povo respondia. Hoje, são os homens locais que cantam.

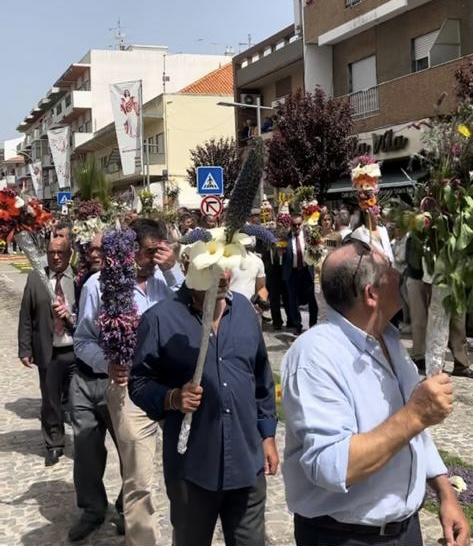
Homens a carregar as Tochas Floridas na Festa de Aleluia, São Brás de Alportel

Atualmente, as ruas são enfeitadas de flores campestres, o chão coberto por tapetes floridos e as varandas são adornadas com colchas brancas e encarnadas. O ar fica perfumado com alecrim, alfazema e rosmaninho. 
Pelas 10h, começa a missa da Ressurreição na Igreja Matriz, a que se segue a Procissão da Ressureição, também conhecida como Festa de Aleluia ou das Tochas Floridas. Na procissão, os homens carregam as tochas floridas e percorrem as ruas principais de São Brás de Alportel enquanto cantam: “Ressuscitou como disse? Aleluia! Aleluia! Aleluia!”. Milhares de visitantes, nacionais e estrangeiros, participam nesta festa todos os anos.
Durante a tarde, no adro da Igreja Matriz atribuem-se os prémios aos vencedores dos concursos dos Jogos Florais e das mais belas Tochas Floridas, durante uma festa que também inclui animação musical e doces regionais.
Este é um dia de festa para todos os habitantes de São Brás de Alportel e para quem visita a vila, numa harmonia entre religioso e pagão.

## História

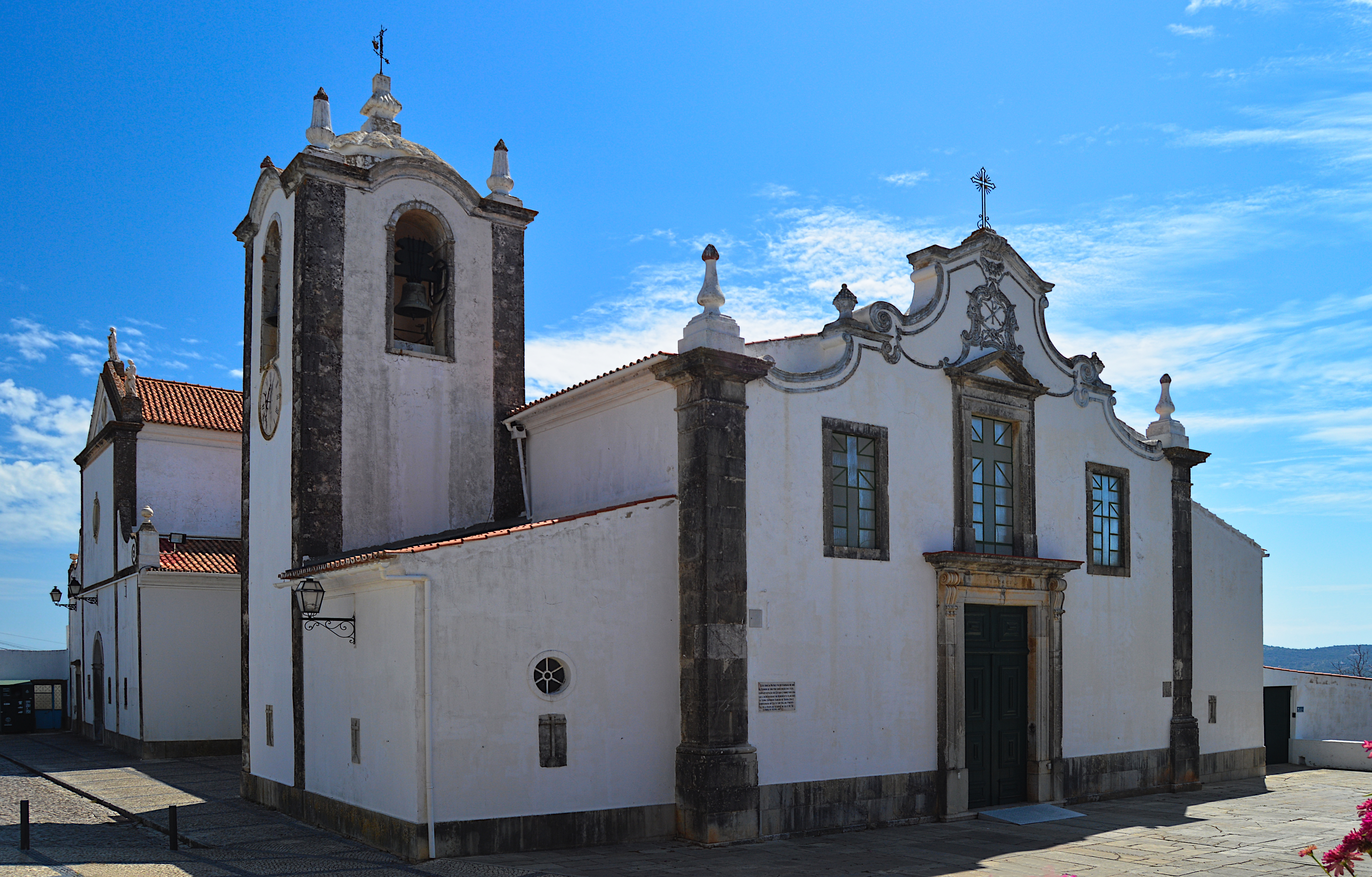
Exterior da Igreja Matriz de São Brás de Alportel

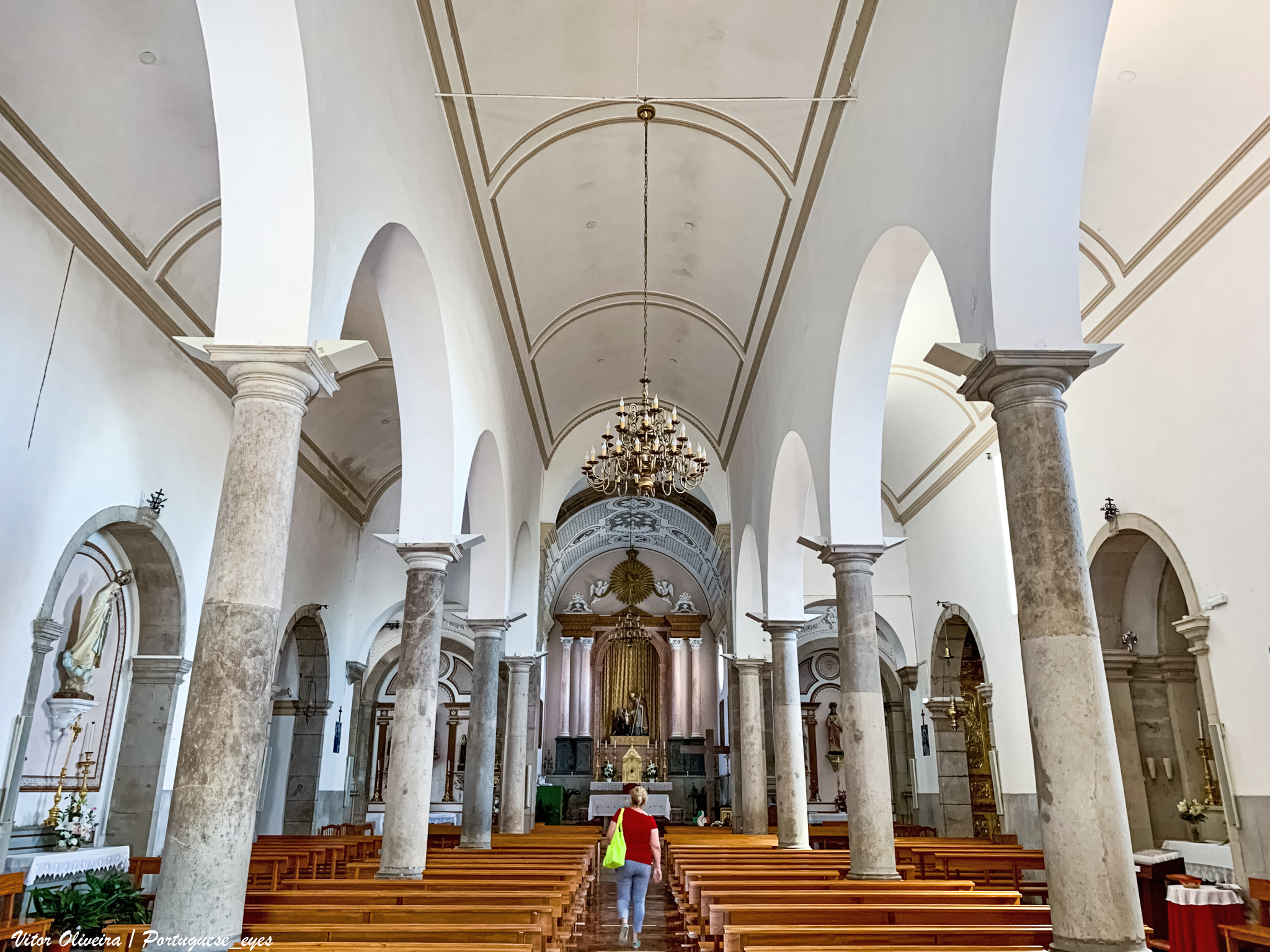
Interior da Igreja Matriz de São Brás de Alportel

A Festa das Tochas Floridas poderá ter tido origem numa comemoração popular ou numa celebração religiosa.  
Conta-se que a 25 de julho de 1596, o Conde de Essex e as tropas inglesas invadiram o Algarve. Os ingleses roubaram e incendiaram São Brás de Alportel, causando muitas mortes e destruindo a Igreja Matriz. Em resposta, alguns rapazes solteiros, utilizando machados rústicos e alfaias agrícolas, expulsaram os invasores. Para comemorar, enfeitaram as armas improvisadas com flores e, deste modo, poderá ter nascido a Festa das Tochas Floridas, para comemorar este ato histórico. Esta versão popular carece de confirmação oficial.
Segundo a versão religiosa, a procissão foi introduzida por D. José de Santa Susana, em 1731. O seu objetivo era celebrar a Fé e a Ressureição de Jesus Cristo.
Atualmente, a Igreja Matriz de São Brás de Alportel encontra-se recuperada e é o lugar onde se celebra a Eucaristia da Ressurreição no domingo de Páscoa e onde se inicia a procissão em seguida.

## Ligações Externas
- Preparação da festa das tochas floridas []

- Procissão das Tochas Floridas in Correio da Manhã []